# 冶基善
卡尔·C·杰尔弥森（丹麥語：Carl C. Jeremiassen；1847年—1901年），中文名冶基善，是一位丹麦籍船长。他原受清朝广东衙门的雇佣担任缉私船船长，后来辞职自费来海南传教，成为第一位来到海南的传教士。他也是海南白话字的创造者，曾将《旧约圣经》和《新约圣经》翻译成海南话。

## 生平
冶基善于1868年被清朝广东海关衙门雇佣为船长，负责打击在南中国海猖獗的海盗和走私行为。在南中国海日趋平静之后，他于1881年辞职，自费来到海南岛，向当地人传播基督新教的福音。他在琼州府（今海口市琼山区）府城住下，购买了一户姓吴人家的祖庙，将其改造成一个教堂。同年起他游历琼州以及海南岛西部地区，向当地的海南人、临高人和客家人传播福音。他发现当地人不懂汉字和官话，使传教造成巨大困难，因此学习海南话、临高语、儋州话和黎语，在学习过程中发明了海南白话字这套语音表记体系。1893年至1895年期间，他在另一位传教士纪路文牧师（Frank Patrick Gilman，1853-1918）的帮助下，使用海南土白先后翻译了《约翰福音》、《路加福音》、《马可福音》等书。他的译作在上海、哥本哈根以及伦敦出版，成为研究海南话的重要文献资料。
他在1885年加入美北长老会，获得该组织的支持。1894年起，他的足迹扩展到海南南部，向黎族原住民传播福音。他的到来引起黎族原住民的骚动，称他为“红毛巨人”。冶基善写下了原住民语言的数篇论著，又在各地建立了许多小教堂。
冶基善在1901年之后便从公众视野中消失了，海南的汉人传言他在海中溺亡，黎族原住民们则传说他可能登上了一座火山后失踪了。然而，根据传教士们留下的文献记载，冶基善在传教的时候得了伤寒并死去。